# Andesembia incompta
Andesembia incompta is een insectensoort uit de familie Andesembiidae, die tot de orde webspinners (Embioptera) behoort. De soort komt voor in Colombia.
Andesembia incompta is voor het eerst wetenschappelijk beschreven door Ross in 2003.